# オーブロッシェの戦い
オーブロッシェの戦い（オーブロッシェのたたかい、英語: Battle of Auberoche）は、 1345年10月21日にフランス・アキテーヌ北部のペリグー近くにあるオーブロッシェの村で起きた、イングランド王国軍とフランス王国軍の間の戦いである。百年戦争初期に、イングランドの支配下にあったアキテーヌの国境付近で英仏両軍がぶつかり、イングランド軍が勝利した。

## 背景
1345年6月、小規模の軍勢を率いてイングランドからアキテーヌに上陸したダービー伯ヘンリー・オブ・グロスモントは、ガスコーニュ兵で自軍を増強しつつ8月に国境を越えて大規模な攻撃を仕掛け、フランス側のベルジュラックの町を占領してオーブロッシェからもフランス軍を追い払った。ダービー伯がボルドーに補給のために戻っていた10月半ば、アキテーヌ侵攻を企図していたノルマンディー公（後のフランス王ジャン2世）の命を受けたルイ・ド・ポワティエが7,000人の兵を率いて反撃を開始し、オーブロッシェを攻撃した。
フランス軍はまずオーブロッシェ城を包囲して食糧や援軍を遮断した。年代記作家のジャン・フロワサールによると、このとき包囲網を突破して援軍を求めようとしたイングランド兵が捕まり、バリスタ（大型弩砲）で城内に打ち込まれたという。現代史家からはこの挿話は疑義を呈されており、実際のところ密書を持った兵は放たれたが、無事に包囲網を突破してダービー伯に手紙を届けたとされている。ダービー伯はこのときすでにイングランド兵とガスコーニュ兵からなる1,500の部隊を率いてオーブロッシェに急行中だった。

## 戦い
オーブロッシェのフランス軍陣地は二つに分かれていて、主力部隊は城と村の間を流れるオーヴゼール川沿いに布陣しており、城の北には小部隊が城と外部の交通を遮断するために駐屯していた。数的劣勢を知っていたダービー伯は数日間ペンブルック伯の援軍を待ったが諦め、ペリグーから夜のうちにオーブロッシェに進軍し、10月21日にフランス軍陣地を見下ろす丘の上に到着した。夜明けまで援軍を待った後、配下のウォルター・マーニーらを集めた軍議の席で、このまま待って奇襲の機会を失うより、フランス軍の準備が整わないうちに直ちに攻撃を仕掛けることが決まった。
ダービー伯自ら偵察を行い、騎兵は南の平野に向けて突撃し、歩兵は森の中の道を進んでフランス軍の背後から奇襲をかけ、長弓兵は木立から敵陣へ射撃を浴びせるという3面作戦を決めた。奇襲はフランス兵が夕食をとっている間に始まり、一斉射撃と騎兵突撃によってフランス軍は大混乱に陥った。陣地を脱出したフランス騎兵は長弓の格好の標的となり、何とか血路を開いた部隊もいたが、オーブロッシェ城から守備隊が打って出て背後から襲いかかったため、フランス軍は壊滅した。

## 戦後
フランス軍で撤退に成功したのは、城の北を守っていた別動隊だけだった。フランス軍が残した物資は莫大だった。ルイ・ド・ポワティエは戦傷がもとで死亡し、多くの貴族が捕虜となった。彼らの身代金でダービー伯やその兵は大いに潤い、ダービー伯は最低でも67,000ポンドを得たという。
ノルマンディー公のアキテーヌ侵攻計画は頓挫し、敗戦から半年の間フランス軍はガスコーニュの国境付近での活動を停止した。ダービー伯はこの機に乗じてモンセギュールなどの町々を掌握し、ラ・レオルやエギュイヨンの攻城戦を成功させて同地でのイングランド支配を確立した。
アキテーヌでは1世紀にわたって支配体制が流動的で、現地の領主らは国としての結びつきよりも、そのときに強勢の国に従うという状態が続いてきた。ここに来て勢力バランスがイングランド側に大きく傾き、イングランド陣営には多くの税金や新兵が流入することになった。オーブロッシェの勝利によって、イングランドはその後100年にわたって続く支配権を手に入れた。